# 事障
事障，佛教術語，二障之一。
- 二障：指的是煩惱障(事障)及所知障(理障)。[1]
- 障在佛法修行的意義就是遮蔽，意謂有情眾生被無明、煩惱、惡業等種種障礙所障蔽，以致不能經由佛法的正確教導而得見正道、不得解脫生死、不能成就般若智慧功德、不能成佛。[2]
- 會令眾生不得解脫的種種煩惱障礙，就稱作事障。因為事障，所以眾生會生生世世在三界六道之中不斷的生死流轉輪迴。
- 在整個佛法的修行內涵三乘菩提上，障礙解脫生死的事障的意義通於二乘的解脫道、以及大乘佛菩提道，而因此不能證得阿羅漢果，捨報後不能入無餘涅槃。這是相對於只通大乘佛菩提道、而不通二乘解脫道的理障而言，因為理障不會障礙有情出離三界生死輪迴，但卻因為對法界的實相不知不證，因而會障礙有情不能在菩薩道上的次第修行、障礙有情不能成佛。
- 事障中的見所斷煩惱的現行，在菩薩初地前便已伏除，而見所斷煩惱的種子於菩薩初地時初斷。
- 事障中的修所斷煩惱的一切種子在菩薩八地前全部斷盡。事障的修所斷煩惱的現行在菩薩初地之前之三賢位便漸漸伏除，到了菩薩的初地以上，便煩惱現行永斷如行如阿羅漢一樣。[3]
- 事障的內容可分為見惑與思惑，也就見所斷煩惱以及修所斷煩惱的內容。就是包含貪、瞋、癡等根本煩惱及大中小的隨煩惱，以及種種百千萬的微細煩惱，[4]
- 因為事障及理障的深淺差別，便有不同的種種眾生。[5]